# 襄垣郡
襄垣郡，中国南北朝时设置的郡。
北魏建义元年（528年）置，治所在今襄垣县（今山西省襄垣县）。辖境相当今山西省黎城、襄垣及潞城、沁县部分地。北齐废。 